# Royal Armoured Corps
Le Royal Armoured Corps (Corps royal blindé ou RAC) est une branche de la British Army (armée de terre britannique). Il est composé [Quand ?] de 10 régiments de l'armée régulière, la plupart convertis à partir des anciens régiments de cavalerie et comprenant la Household Cavalry, et de 4 régiments Yeomanry de la Territorial Army (armée de réserve).
Il est responsable du blindage de l'armée britannique, avec des véhicules comme le char de combat Challenger 2 ou le véhicule de reconnaissance Scimitar.

## Historique

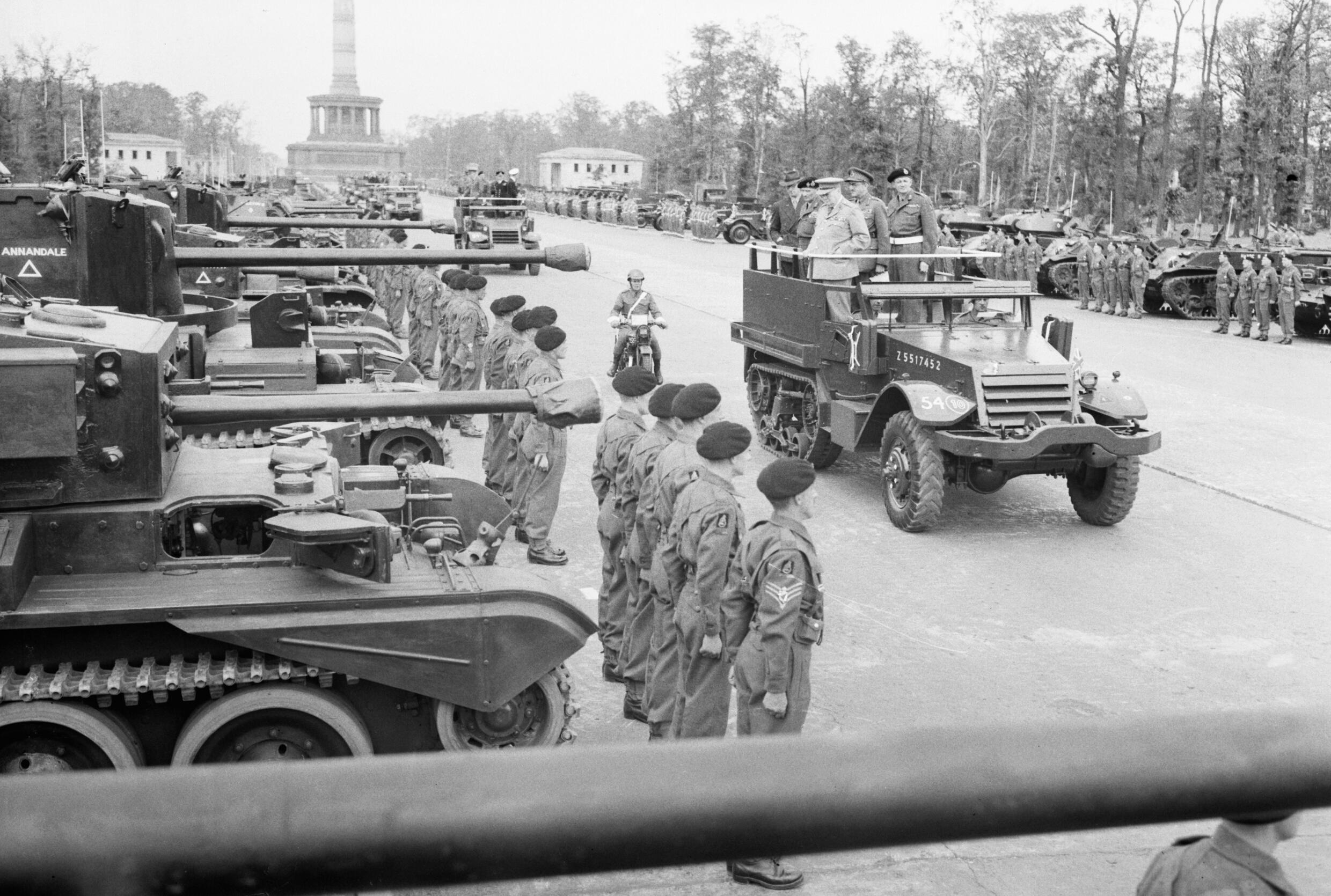
Winston Churchill, accompagné par les maréchaux Bernard Montgomery et Alan Brooke, inspecte les chars Challenger et Cromwell de la 7e division blindée à Berlin le 21 juillet 1945.

Le RAC est fondé le 4 avril 1939 à partir du Royal Tank Regiment associé à des régiments de cavalerie.
En septembre 1939, le Royal Tank Corps dispose de deux divisions blindées, la Mobile Division créer en 1937 devenue ultérieurement 1st Armoured Division stationnée en Grande-Bretagne et d’une Mobile Division (Egypt) fondée en 1938 rebaptisée 7th Armoured Division en mars 1940 stationnant au Royaume d'Égypte.
Une troisième division, la Division blindée des Guards, est formé en juin 1941 en Angleterre.

## Unités du Royal Armoured Corps

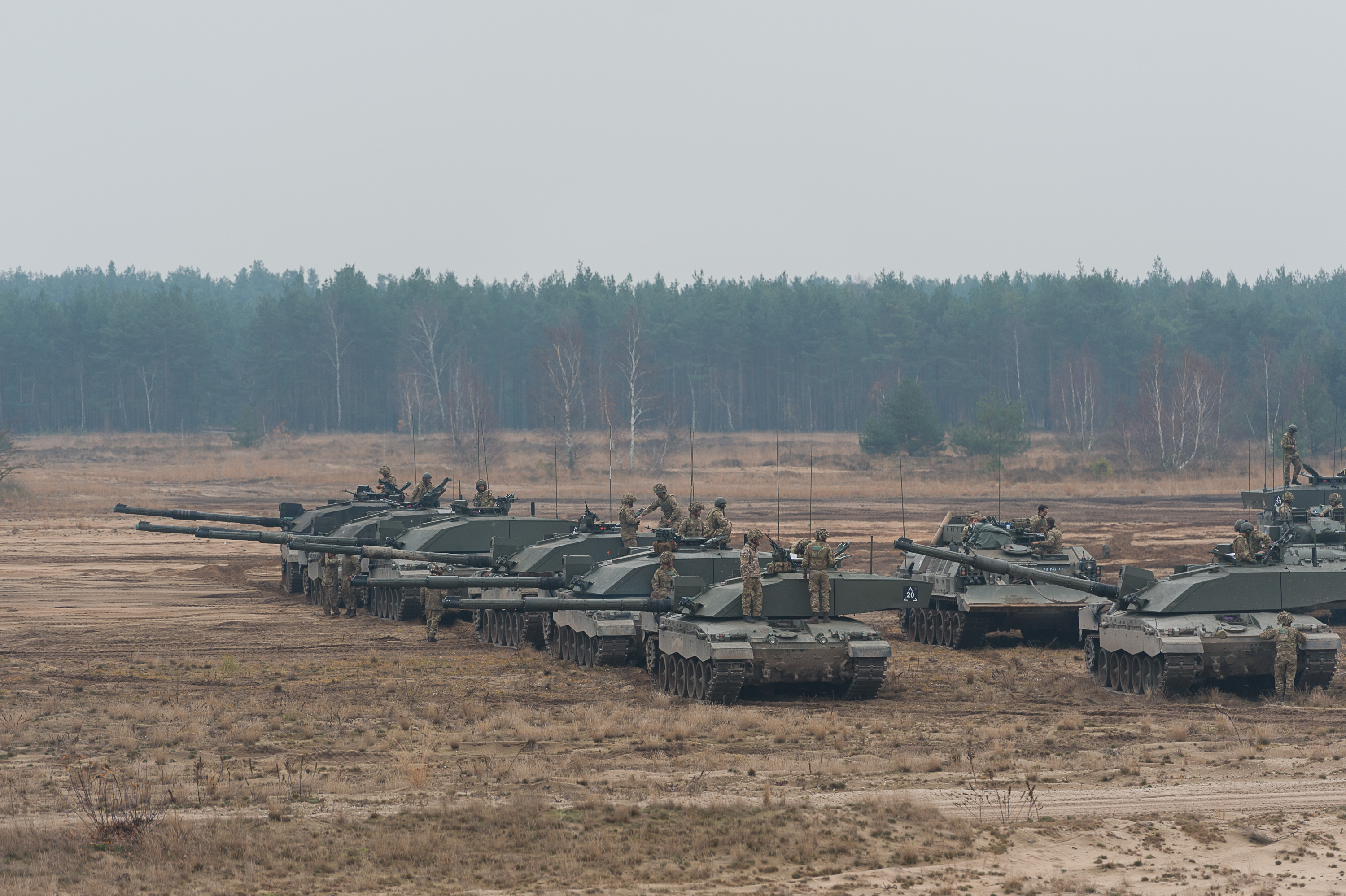
Un escadron de FV4034 Challenger 2 du King's Royal Hussars en manœuvres en Pologne en 2014.

Le Royal Armoured Corps est divisé entre les régiments qui opèrent sur les chars d'assaut (régiments blindés ou Armoured Regiments) et ceux qui opèrent sur des véhicules de reconnaissance (régiments de reconnaissance ou Formation Reconnaissance Regiments).

### Unités de l'armée régulière
Dans l'armée régulière (Regular Army), on compte 5 régiments blindés et 4 régiments de reconnaissance, ainsi qu'un régiment de formation[Quand ?] :
Régiments blindés
- Royal Scots Dragoon Guards (Carabiniers and Greys)
- Royal Dragoon Guards
- Queen's Royal Hussars (en) (Queen's Own and Royal Irish)
- King's Royal Hussars
- 2e Royal Tank Regiment

Régiments de reconnaissance
- 1er Queen's Dragoon Guards (en)
- 9e/12e Royal Lancers (en) (Prince of Wales's)
- Light Dragoons
- Queen's Royal Lancers
- (Household Cavalry Regiment (en)[2])

Régiment de formation
- 1er Royal Tank Regiment : NRBC et formation[3]

### Unités de l'armée territoriale
Dans l'armée territoriale (Territorial Army), on compte 4 régiments. Ils sont rattachés aux régiments de l'armée régulière, en fonction de leur rôle :
- Royal Yeomanry (en) : reconnaissance NRBC
- Royal Wessex Yeomanry (en) : équipage de remplacement des chars d'assaut
- Royal Mercian and Lancastrian Yeomanry (en) : équipage de remplacement des chars d'assaut
- Queen's Own Yeomanry (en) : reconnaissance

Les régiments du RAC sont secondés par le 32e régiment blindé du génie (Royal Engineers), qui opère avec de l'équipement spécifique aux chars d'assaut.

## Équipement
Voici son parc en 1982 :
| Chars                                      | En réserve                  | En commandes                                                | Autres                                                                           |
| ------------------------------------------ | --------------------------- | ----------------------------------------------------------- | -------------------------------------------------------------------------------- |
| 900 chars FV4201 Chieftain (60 en réserve) | 300 chars Centurion stockés | 420 chars FV4030/4 Challenger 1 en service à partir de 1983 | 271 véhicules blindés de reconnaissance à chenilles (FV101 Scorpion et Scimitar) |

Total: 1 901 chars et véhicules blindés

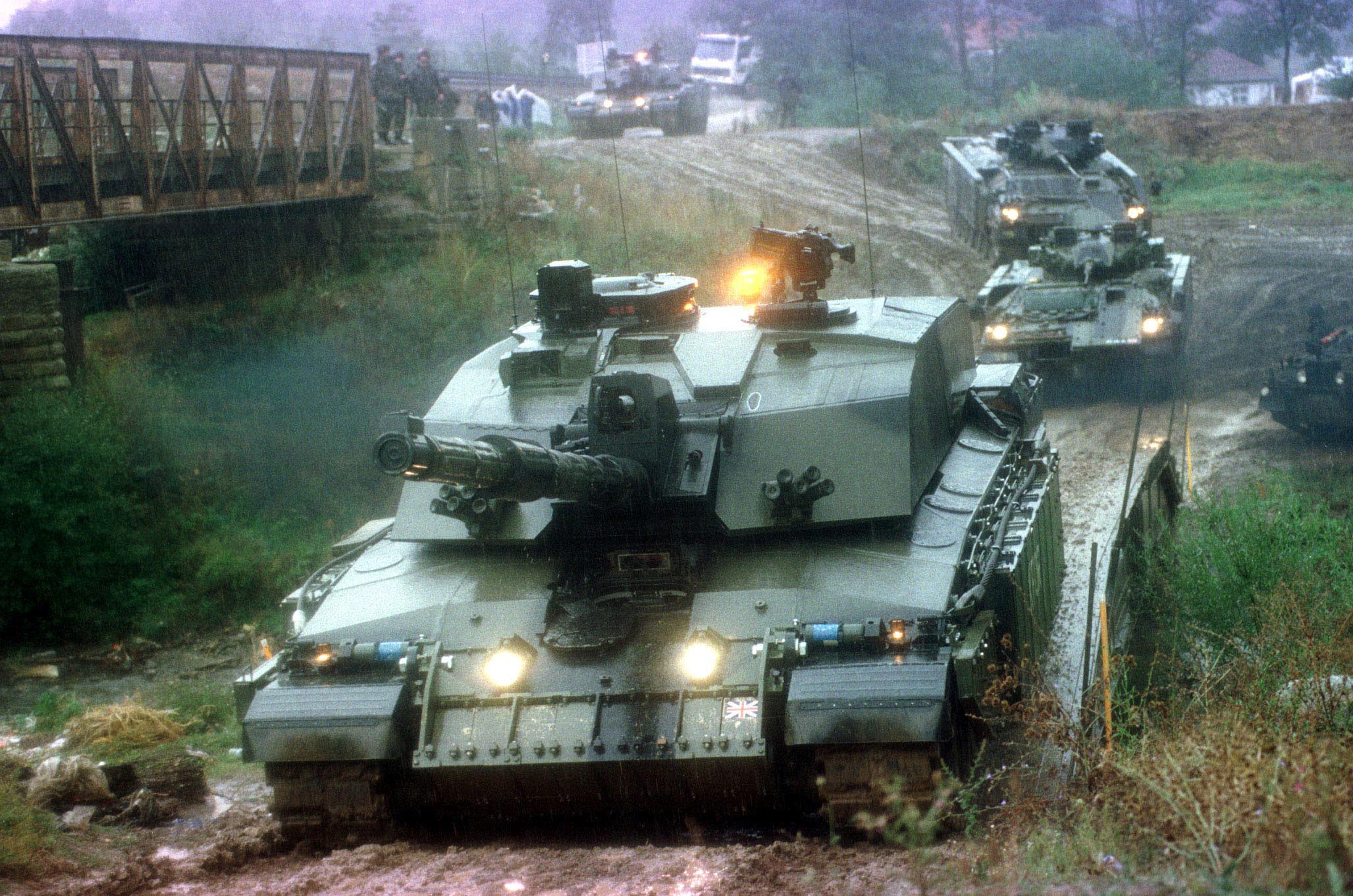
Groupement blindé britannique déployé au Kosovo en 2000.

En mars 2021, il est prévu que le Challenger 2, le char de combat principal britannique perçu a 407 unités entre 1998 et 2002, voit 148 exemplaires passés au standard Challenger 3.

### Unités liées
- Corps blindé royal canadien
- Royal Australian Armoured Corps (en)
- Royal New Zealand Armoured Corps (en)

### Armes équivalentes
- Arme blindée et cavalerie de l'armée française
- Panzerwaffe de l'armée de terre du IIIe Reich